# Väteisotoper

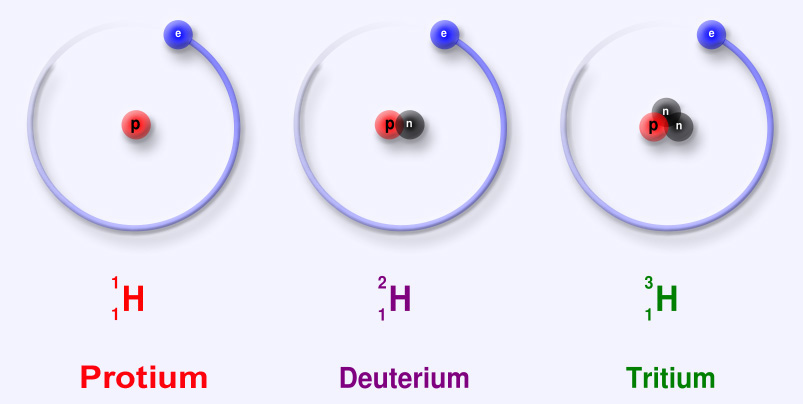
De tre mest stabila väteisotoperna: protium (A = 1), deuterium (A = 2) och tritium (A = 3).

Väteisotoper är isotoper av grundämnet väte (H), det vill säga atomer och kärnor med 1 proton och olika antal neutroner.

## Isotoper
Väte har för närvarande 7 kända isotoper, varav 2 är stabila och 5 är instabila. Tre isotoper är naturligt förekommande, nämligen 1H, 2H och 3H. De två första är stabila, medan den tredje har en halveringstid på 12,33 år. Alla tyngre isotoper (4H, 5H, 6H och 7H) är syntetiska och har en halveringstid på mindre än en zeptosekund. Av dessa är 5H mest stabil, medan 7H är minst stabil. 2H bildades under primordial nukleosyntes och 3H bildas under inverkan av kosmisk strålning på 2H i de övre skikten av atmosfären.
Förutom 1H är 3He den enda stabila nukliden med fler protoner än neutroner. 
Väte är det enda grundämnet som har isotoper med olika namn som är i allmänt bruk idag. 1H brukar kallas för protium, 2H för deuterium och 3H för tritium. Symbolerna P, D och T används ibland istället för 1H, 2H respektive 3H. IUPAC avråder från användning av de alternativa namnen (och symbolerna) – även om de är vanliga – eftersom det kan orsaka problem i alfabetisk sortering av kemiska formler. Ibland kallas 2He för diproton, men det är betydligt ovanligare. Under de tidiga studierna av radioaktivitet gavs även några tunga radioaktiva isotoper namn, men dessa används sällan idag.

### Väte-1 (protium)

Protium, den vanligaste väteisotopen, består av en proton och en elektron. Unikt bland alla stabila isotoper, saknar den neutroner – se vidare diproton för en diskussion om varför andra inte existerar.

1H eller protium (P) är den vanligaste väteisotopen med en relativ fraktion på 99,9885 % av alla vätekärnor. Dess isotopmassa är 1,00782503207(10) u. Protonen har aldrig observerats sönderfalla, och 1H anses därför vara en stabil isotop. Några partikelfysikteorier förutspår att protonsönderfall kan förekomma med en halveringstid på i storleksordningen 1036 år. Om denna förutsägelse visar sig vara sann, innebär det att protium (och faktiskt alla kärnor som nu anses vara stabila) enbart är observationellt stabila. Till dags dato har dock försök visat att om protonsönderfall sker måste halveringstiden vara större än 6,6 × 1033 år.

### Väte-2 (deuterium)

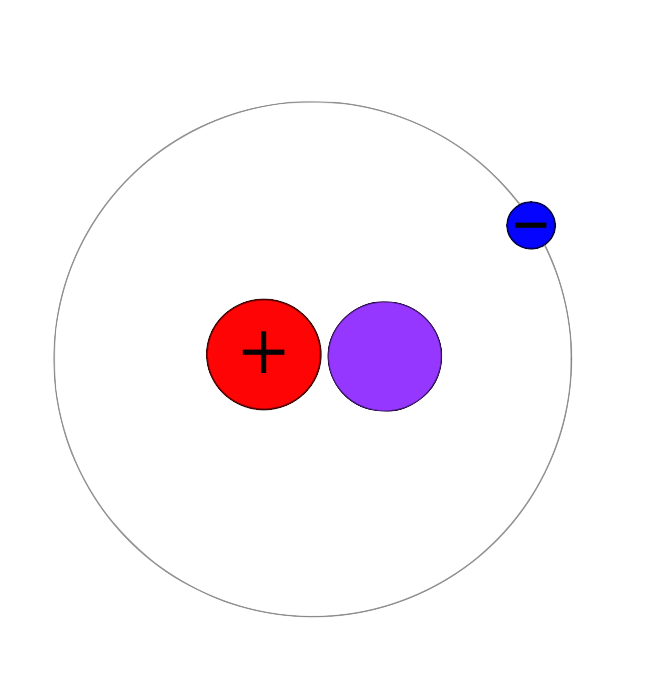
En deuteriumatom innehåller en proton, en neutron och en elektron.

2H eller deuterium (D) är den andra stabila väteisotopen, och innehåller en proton och en neutron i sin kärna. Dess isotopmassa är 2,0141017778(4) u. Kärnan i deuterium kallas för deuteron. I prover tagna på jorden utgör deuterium 0,0026–0,0184 % (26–184 ppm) av antalet väteatomer – det lägre antalet tenderar att finnas i vätgas och det högre (0,015 % eller 150 ppm) i havsvatten. Deuteriumkoncentrationen på jorden är högre än den ursprungliga koncentrationen i Big Bang och yttre solsystemet (cirka 27 ppm, atomfraktion) och koncentrationen i äldre delar av Vintergatan (cirka 23 ppm). Den högre koncentration av deuterium i det inre solsystemet beror förmodligen på att deuteriumgas och föreningar med deuterium är mindre flyktiga så att deuterium anrikats i kometer och planeter som under miljarder år utsatts för värme från solen.
Deuterium är inte radioaktivt och utgör inte någon betydande risk med avseende på toxicitet. Vatten som anrikats på molekyler som innehåller deuterium i stället för protium kallas för tungt vatten. Deuterium och dess föreningar används som en icke-radioaktiv märkning i kemiska experiment och i  lösningsmedel för 1H-NMR-spektroskopi. Tungt vatten används som neutronmoderator (och kylmedel) för kärnreaktorer. Deuterium är också ett potentiellt bränsle för kommersiell kärnfusion.

### Väte-3 (tritium)

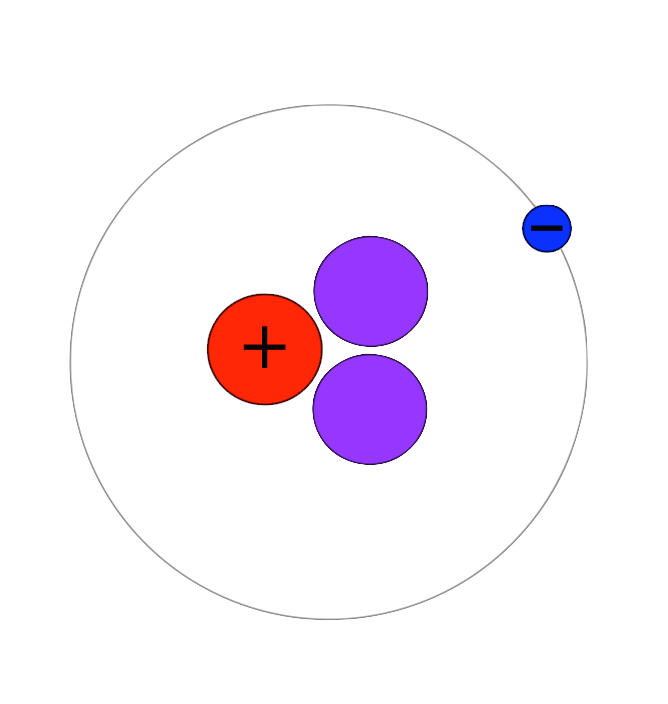
En tritiumatom innehåller en proton, två neutroner och en elektron.

3H eller tritium (T) innehåller en proton och två neutroner i sin kärna. Det är radioaktivt, och sönderfaller till 3He genom β−-sönderfall med en halveringstid på 12,33 år. Små mängder tritium förekommer naturligt på grund av interaktion mellan kosmisk strålning och atmosfäriska gaser. Tritium har också skapats under kärnvapenprov. Det används i termonukleära fusionsvapen, som spårämne i isotopgeokemi, och i självdrivna belysningsanordningar.
Den vanligaste metoden för framställning av tritium är genom att bombardera en naturlig isotop av litium, 6Li, med neutroner i en kärnreaktor.
Tritium användes förut rutinmässigt i kemiska och biologiska märkningsexperiment som en radiomärkning, men det har blivit mindre vanligt på senare tid. DT-kärnfusion använder tritium som huvudreaktant, tillsammans med deuterium, som befriar energi genom viktförlusten som uppstår när de två kärnorna kolliderar och fusion vid höga temperaturer.

### Väte-4
4H innehåller en proton och tre neutroner i sin kärna. Det är en mycket instabil väteisotop. Det har syntetiserats i laboratorium genom att bombardera tritium med snabbrörliga deuteriumkärnor. I detta experiment, fångade tritiumkärnan in en neutron från den snabbrörliga deuteriumkärnan. Närvaron av 4H härleddes genom att detektera de emitterade protonerna. Dess atommassa är 4,02781 ± 0,00011 u. Det sönderfaller genom neutronemission till 3H (tritium) med en halveringstid på cirka 139 yoktosekunder.
I den satiriska romanen The Mouse That Roared (1955), gavs namnet kvadium (engelska: quadium) till 4H.

### Väte-5
5H innehåller en proton och fyra neutroner i sin kärna. Det är en mycket instabil väteisotop. Det har syntetiserats i laboratorium genom att bombardera tritium med snabbrörliga tritiumkärnor. I detta experiment, fångade tritiumkärnan in två neutroner från den snabbrörliga andra tritiumkärnan. Den resterande protonen detekteras, och förekomsten av 5H kan genom detta härledas. Det sönderfaller genom dubbel neutronemission till 3H (tritium) med en halveringstid på cirka 910 yoktosekunder.

### Väte-6
6H sönderfaller antingen genom trippel neutronemission till tritium eller kvadrippel neutronemission till deuterium med en halveringstid på cirka 290 yoktosekunder.

### Väte-7
7H innehåller en proton och sex neutroner i sin kärna. Det syntetiserades först 2003 av en grupp ryska, japanska och franska forskare vid RIKEN genom att bombardera väte med 8He-atomer. I den resulterande reaktionen donerades alla sex av 8He:s neutroner till vätekärnan. De två återstående protoner detekterades av RIKEN-teleskopet, en anordning som består av flera skikt av sensorer, placerad bakom RI Beam-cyklotronen. 7H har en halveringstid på 23 yoktosekunder.

## Tabell
| Nuklid                        | Z | N | Massa (u)         | Halveringstid     | ST (%) | SE (MeV) | SP     | Spinn | Förekomst (%) |
| ----------------------------- | - | - | ----------------- | ----------------- | ------ | -------- | ------ | ----- | ------------- |
| 1H / P (Protium)              | 1 | 0 | 1,00782503207(10) | Stabil            | Stabil | Stabil   | Stabil | ½+    | 99,9885(70)   |
| 2H / D (Deuterium)            | 1 | 1 | 2,0141017778(4)   | Stabil            | Stabil | Stabil   | Stabil | 1+    | 0,0115(70)    |
| 3H / T (Tritium)              | 1 | 2 | 3,0160492777(25)  | 12,33 a           | β−     | 0,01861  | 3He    | ½+    | 10−15         |
| 4H                            | 1 | 3 | 4,02781(11)       | 9,93696 × 10−23 s | n      | 4,6(9)   | 3H     | 2−    |               |
| 5H                            | 1 | 4 | 5,03531(11)       | 8,01930 × 10−23 s | n      |          | 3H     | (½+)  |               |
| 6H                            | 1 | 5 | 6,04494(28)       | 3,265 × 10−22 s   | n      | 1,6(4)   | 2H     | (2−)  |               |
| 7H                            | 1 | 6 | 7,05275(108)#     | 2,3(6) × 10−23 s  | n      | 20,(5)   | 3H     | (½+)  |               |
| Denna tabell: visa • redigera |   |   |                   |                   |        |          |        |       |               |

Anmärkningar
- Stabila isotoper anges i fetstil.
- Värden markerade med # härrör inte enbart från experimentella data, men åtminstone delvis från systematiska trender.
- Osäkerheter anges i kort form i parentes efter värdet. Osäkerhetsvärden anger en standardavvikelse, utom isotopsammansättningen och standardatommassa från IUPAC, som använder expanderade osäkerhet.
- Nuklidmassor är givna av IUPAP Commission on Symbols, Units, Nomenclature, Atomic Masses and Fundamental Constants (SUNAMCO).
- Isotopförekomster är givna av IUPAC Commission on Isotopic Abundances and Atomic Weights.

## Sönderfallskedjor
Majoriteten av de tunga väteisotoperna sönderfaller direkt till 3H (tritium), som sedan sönderfaller till den stabila isotopen 3He. Men 6H har emellanåt observerats sönderfalla direkt till en stabil 2H (deuterium).
{\displaystyle \mathrm {{}_{1}^{3}H} \ {\xrightarrow {\ \mathrm {12.32a} }}\ \mathrm {{}_{2}^{3}He} +\mathrm {e{}_{}^{-}} }
{\displaystyle \mathrm {{}_{1}^{4}H} \ {\xrightarrow {\ \mathrm {139ys} }}\ \mathrm {{}_{1}^{3}H} +\mathrm {{}_{0}^{1}n} }
{\displaystyle \mathrm {{}_{1}^{5}H} \ {\xrightarrow {\ \mathrm {>910ys} }}\ \mathrm {{}_{1}^{3}H} +\mathrm {2{}_{0}^{1}n} }
{\displaystyle \mathrm {{}_{1}^{6}H} \ {\xrightarrow {\ \mathrm {290ys} }}\ \mathrm {{}_{1}^{3}H} +\mathrm {3{}_{0}^{1}n} }
{\displaystyle \mathrm {{}_{1}^{6}H} \ {\xrightarrow {\ \mathrm {290ys} }}\ \mathrm {{}_{1}^{2}H} +\mathrm {4{}_{0}^{1}n} }
{\displaystyle \mathrm {{}_{1}^{7}H} \ {\xrightarrow {\ \mathrm {23ys} }}\ \mathrm {{}_{1}^{3}H} +\mathrm {4{}_{0}^{1}n} }
Observera att sönderfallstiderna är angivna i yoktosekunder för alla isotoper utom 3H, som uttrycks i år.